# Waw (Arabische letter)

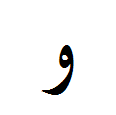
Waw in geïsoleerde vorm

Waw of wau, واو, is de 27e letter van het Arabisch alfabet. Hij stamt af van de letter waw uit het Fenicisch alfabet en is daardoor verwant met de Latijnse F, V en daarmee ook U, W en Y, evenals met de thans niet meer gebruikte Griekse digamma en de Hebreeuwse waw. Aan de waw kent men de getalswaarde 6 toe.

## Uitspraak

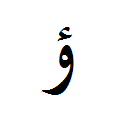
Waw met hamza erboven

De waw is een van de twee halfklinkers van het Arabisch. Afhankelijk van het woord staat hij voor een klinker of een medeklinker.
- Als medeklinker klinkt de waw als de "w"-klank uit het Engelse "white" of "water".
- Als klinker/klinkerverlenging klinkt waw als een gesloten of lange "oe" als in "oehoe".

De waw kan fungeren als draagklinker van de hamza, zoals in سؤال - suaal, "vraag".
In voornamen zoals عمرو ("Amr") is de waw stom. In het woord صلوة ("salah")  gebedsritueel, dat men ook als صلاة kan schrijven, spreekt men de waw uit als alif.

## Verbinden
De waw is een "non-connector", dat wil zeggen dat men hem niet met de volgende letter kan verbinden en hij alleen een geïsoleerde vorm en eindvorm heeft, maar geen begin- of middenvorm. In bijvoorbeeld السؤال staat de op de waw volgende alif ا los van de waw.

## Waw in Unicode
| Unicode Codepoint | U+0648            |
| Unicode-Name      | ARABIC LETTER WAW |
| HTML              | &#1608;           |
| ISO 8859-6        | 0xe8              |

Basisalfabet: ا (alif) · 
ب (ba) · 
ت (ta) · 
ث (tha) · 
ج (jim) ·
ح (ḥa) ·
خ (kha) ·
د (dal) ·
ذ (dhal) ·
ر (ra) ·
ز (zai) ·
س (sin) ·
ش (sjin) ·
ص (ṣad) ·
ض (ḍad) ·
ط (ṭah) ·
ظ (ẓa) ·
ع (ain) ·
غ (gain) ·
ف (fa) ·
ق (qaf) ·
ك (kaf) ·
ل (lam) ·
م (mim) ·
ن (nun) ·
ه (ha) ·
و (waw) ·
ي (ya)
Aanvullende tekens: ء (hamza) ·
آ (alif madda) ·
ة (tāʾ marbūṭa) ·
ى (alif maqṣūra) ·
لا (lām-alif)
Klinkertekens: fatḥa ·
kasra ·
ḍamma ·
shadda ·
sukūn ·
waṣla